# Angelo Raffaele Jervolino
Angelo Raffaele Jervolino (Napoli, 2 settembre 1890 – Roma, 10 marzo 1985) è stato un politico italiano, costituente, più volte deputato, senatore e ministro.

## Biografia
Angelo Raffaele Jervolino nasce il 2 settembre 1890 a Napoli, da Rosa Prisco e dal vinaio Domenico Jervolino, in una famiglia poverissima composta da ben 12 figli.
Laureato in Giurisprudenza presso l'Università degli Studi di Napoli Federico II e diplomato presso la stessa Università per la carriera Diplomatica e Consolare, ha esercitato l'avvocatura presso la Corte suprema di cassazione, il Consiglio di Stato, la Corte dei Conti e la Sacra Romana Rota. È stato inoltre docente di Diritto per dieci anni all'Istituto Superiore di Lettere e Scienze Santa Chiara e componente del Consiglio Superiore Forense.
Entra nel 1908 nell'Azione Cattolica napoletana. Delegato al Congresso della FUCI di Bologna del 1914 Jervolino pronuncia una relazione su La libertà di insegnamento, tema che sarà da allora al centro del suo interesse e che costituirà, dietro suggerimento di Giuseppe Toniolo, figura vicina ai giovani universitari cattolici, il nucleo principale della sua tesi di laurea in giurisprudenza. In quella occasione viene notato da padre Agostino Gemelli, che sta progettando l'istituzione di un'università cattolica, e che ricordandosi del lavoro di Jervolino gli consegnerà, nel 1922, la prima medaglia d'oro dell'Università Cattolica appena fondata.
Milita nel Partito Popolare fino al suo scioglimento nel 1926, tuttavia predilige l'attività di apostolato laico che svolge attraverso l'Azione Cattolica della quale è presidente diocesano per la Gioventù Cattolica (GIAC) di Napoli, quindi consigliere nazionale e poi presidente generale per tre bienni dal 1928 al 1934.
Nel 1919 aderì all'appello di Luigi Sturzo per la nascita del Partito Popolare ed è quindi fra i padri fondatori del Partito Popolare e poi della Democrazia Cristiana nel periodo duro e difficile dello scioglimento dell’organizzazione da parte del partito fascista, nell’epoca nella quale i giovani cattolici erano particolarmente seguiti dall'allora minutante della Segreteria di Stato Giovanni Battista Montini.
Antifascista convinto, membro del CLN in rappresentanza della Democrazia Cristiana, partecipò da protagonista ai giorni duri e difficili della nascita del sistema democratico e fu segretario politico della DC per l'Italia meridionale fino alla presa di Roma, giorno nel quale lui e Migliori (segretario per l'Italia settentrionale) si dimisero per consegnare il partito nelle mani di Alcide De Gasperi.
Fu chiamato a far parte del II Governo Badoglio; fece parte della Consulta Nazionale; venne eletto con larghissimo suffragio all'Assemblea Costituente nel 1946 ed entrò a far parte di quell'Assemblea assieme alla moglie Maria De Unterrichter, sorella di Guido De Unterrichter.
Sub Commissario al Comune nel periodo immediatamente successivo alle Quattro giornate di Napoli, negli anni successivi, è stato due volte eletto al Consiglio Comunale di Napoli.
Deputato nella prima e seconda legislatura eletto nel collegio di Napoli-Caserta. Fu, tra l'altro, relatore della legge istitutiva della Cassa per il Mezzogiorno, all'interno di un impegno continuo per le zone del Sud.
Eletto Senatore della Repubblica nella terza e quarta legislatura nel collegio di Nola.
Ha partecipato 13 volte al Governo, cinque volte come Sottosegretario di Stato e otto volte come Ministro:
- Nel 1944 è Sottosegretario di Stato al Ministero della Pubblica Istruzione, nel Governo Badoglio a Salerno.
- Dal 1944 al 1948 per quattro volte è Sottosegretario di Stato al Ministero delle Comunicazioni: nel primo Gabinetto Bonomi, nel secondo, terzo e quarto Gabinetto De Gasperi.
- Nel 1948 è nominato Ministro delle poste e delle telecomunicazioni nel V Governo De Gasperi.
- Nel 1951 è nominato Ambasciatore straordinario dell'Italia in Brasile.
- Dal 1960 al 1962 è Ministro della marina mercantile nel secondo Governo Segni e Tambroni e nel terzo Governo Fanfani.
- Dal 1962 al 1963 è Ministro della sanità nel quarto Governo Fanfani, riconfermato nel primo Governo Leone.
- Dal 1963 al 1966 è Ministro dei trasporti e dell'aviazione civile nel primo e nel secondo Governo Moro.

Il 12 dicembre 1964 gli è stata conferita la Medaglia d'oro al merito della sanità pubblica dal Presidente della Repubblica. Il 15 giugno 1968 è stato nominato Cavaliere di Gran Croce Ordine al Merito della Repubblica Italiana.
Nel 1968 decide di non ripresentarsi alle elezioni politiche per la V Legislatura. Da quel momento si dedica ai suoi studi. Nel 1975 perde la moglie. Muore a Roma il 10 marzo 1985.
Era il padre di Rosa Russo Jervolino.

## Sinossi degli incarichi di Governo
- Sottosegretario all'Educazione Nazionale/Pubblica Istruzione del Governo Badoglio II (1944)
- Sottosegretario alle Comunicazioni con delega per le Ferrovie del Governo Bonomi II (1944)
- Sottosegretario ai Trasporti del Governo De Gasperi II (1946 - 1947)
- Sottosegretario ai Trasporti del Governo De Gasperi III (1947)
- Sottosegretario ai Trasporti del Governo De Gasperi IV (1947 - 1948)
- Ministro di Poste e Telecomunicazioni del Governo De Gasperi V (1948 - 1950)
- Ministro della Marina Mercantile del Governo Segni II (1959 - 1960)
- Ministro della Marina Mercantile del Governo Tambroni (1960)
- Ministro della Marina Mercantile del Governo Fanfani III (1960 - 1962)
- Ministro della sanità del Governo Fanfani IV (1962 - 1963)
- Ministro della Sanità del Governo Leone I (1963)
- Ministro di Trasporti e Aviazione Civile del Governo Moro I (1963 - 1964)
- Ministro di Trasporti e Aviazione Civile del Governo Moro II (1964 - 1966)